# Do You Hear What I Hear?
（中文译名：你听到我听到的吗？）是一首写于1962年10月的圣诞歌曲，由诺尔·瑞格尼（Noel Regney）作词，格罗瑞娅·申·贝克尔（Gloria Shayne Baker）作曲。两人当时是夫妻，创作时值古巴导弹危机，他们通过创作这首歌曲来表达对和平的渴望。自歌曲创作以来，其拷贝已售出几千万份，并被几百个不同的艺术家演绎过 。

## 创作
这首歌曲是由诺尔·瑞格尼作词，格罗瑞亚·贝克尔作曲。这对两人来说是一种不寻常的安排，因为大多数时候他们是反过来，由格罗瑞亚·贝克尔作词，诺尔·瑞格尼谱曲，例如他们所作的经典儿歌 。
瑞格尼是在纽约市观察人行道上童车里的婴儿后产生的灵感，写下了“夜晚的风对小羊羔说：'你看到我看到的吗？'”以及“祈祷和平吧，各地的人民”这样的歌词。很多年后贝克尔在采访中谈到，由于当时古巴导弹危机所导致的情绪氛围，在创作时他们谁也无法亲自演奏完整个歌曲。她提到“是我们的这首歌导致我们离婚。你必须意识到当时我们都能感到核战争的威胁。”

## 录制
在1962年的感恩节就出版发行，最初的录制公司是哈里·西蒙尼赞美诗公司，在1962年的圣诞假期期间就售出了超过25万张。
不过，是冰·哥罗士比在1963年录制了他自己版本的，从而使这首歌红遍世界。1963年11月22日，冰格罗士比在Capitol唱片录制了这首歌并在一周半之后发行。很多年来，哥罗士比的录制版本在广播中广为流传，其最初的版本被包含在Capitol唱片公司发行的多张圣诞歌曲唱片和CD专辑中。
这首歌其后又被很多其他不同的艺术家演绎过，包括惠特尼·休斯敦、鲍勃·霍普、肯尼·基、安迪·威廉斯、卡彭特乐队、卡丽·安德伍、黛儿塔、天命真女、飞叶乐团、席琳·迪翁等。